# Складальний кресленик

Складальний кресленик

Склада́льний кре́сленик (кре́сленик склада́льної одини́ці) — конструкторська документація у вигляді креслення, яке являє собою зображення складальної одиниці та інші дані, необхідні для її складання (виготовлення) і контролю.
Склада́льний кре́сленик — кресленик, який зображує взаємне розміщення і/або конфігурацію групи складанних одиниць вищого рівня.
Кресленик складової частини виробу — кресленик, який зображує  одну складову частину виробу та містить усю інформацію, потрібну для її визначення.
Кресленик складанної одиниці — складальний кресленик нижчого структурного рівня, який показує лише обмежену кількість груп чи деталей.

## Загальні вимоги
Складальний кресленик виконується на стадії розробки робочої документації — на підставі кресленика загального виду виробу. Згідно з ГОСТ 2.109-73 складальний кресленик повинен містити:
- зображення складальної одиниці, яке дає повну уяву про розташування і взаємні зв'язки складових частин та дає можливість здійснити складання й контроль складальної одиниці;
- розміри, граничні відхилення та інші параметри і вимоги, які потрібно виконати або проконтролювати за цим складальним креслеником;
- вказівки про характер з'єднання і методи його здійснення, якщо точність сполучення забезпечується не заданими граничними відхиленнями розмірів, а підбором, припасуванням і т.п., а також вказівки про виконання нерознімних з'єднань (зварних, паяних та ін.)
- номери позицій складових частин, що входять у виріб;
- розміри: габаритні, установні, приєднувальні, а також необхідні довідкові розміри.
- технічну характеристику виробу (за необхідності).

## Вимоги до зображень
На складальному кресленику допускається не показувати: 
- фаски, заокруглення, рівці, виступи, накатки, насічки та інші дрібні елементи;
- зазори між стрижнем та отвором;
- кришки, маховики, ручки, кожухи тощо, якщо необхідно показати закриті ними частини виробу. При цьому над зображенням роблять відповідний напис, наприклад: «Маховик поз. 3 не показаний»;
- видимі складові частини виробів та їх елементи, розташовані за сіткою чи прозорими деталями, а також частково закриті складовими частинами, що розташовані попереду. Вироби з прозорого матеріалу зображують як непрозорі;
- написи на табличках, фірмових бланках, шкалах тощо із вказанням тільки їхнього контуру.

На складальних креслениках використовують такі способи спрощеного зображення складових частин виробів:
- на розрізах зображують нерозрізаними ті складові частини, на які оформлені самостійні складальні одиниці;
- типові, покупні та інші широко використовувані вироби зображують зовнішніми обрисами, які, як правило, потрібно спрощувати (не зображати дрібні виступи, впадини тощо). На складальних креслениках, що містять зображення декількох однакових складових частин, допускається виконувати повне зображення однієї складової частини, а зображення решти частин — спрощено у вигляді зовнішніх контурів.

Зварні, паяні, клеєні тощо вироби з однорідного матеріалу, що як складові частини входять до складу складальної одиниці, штрихують у розрізах та перерізах в один бік, вказуючи межі між деталями суцільними лініями. Допускається не вказувати ці межі, тобто зображувати конструкцію як монолітне тіло.

## Правила позначення номерів позицій
На складальному кресленику всі складові частини нумерують згідно з номерами позицій, вказаними в специфікації цієї складальної одиниці. Номери позицій наносять над поличками ліній-виносок, які проводять тонкими суцільними лініями від зображень складових частин і які  починаються крапкою на зображенні. Номери позицій вказують на тих зображеннях, де ця складова частина проєктується як видима, в найнагляднішому вигляді, причому перевагу надають основним виглядам або розміщеним на їх місці розрізам. Номери позицій повинні бути розташовані паралельно основному напису кресленика поза контуром зображення, їх групують у рядок або стовпець, якщо можливо на одній лінії. Номери позицій проставляють на кресленику як правило один раз. Допускається повторно вказувати номери позицій однакових частин виробу. Розмір шрифту, яким виконують номери позицій, повинен бути на один–два номери більший від шрифту, прийнятого на кресленику для розмірних чисел. Лінії-виноски не повинні перетинатися між собою та по можливості не повинні бути паралельні осьовим лініям, лініям штрихування розрізів та перерізів. Можна проводити загальну лінію-виноску з вертикальним розташуванням номерів позицій для групи кріпильних деталей (наприклад: болт, гайка, шайба), що належать до одного місця кріплення, або групи деталей з виразним взаємозв'язком, якщо лінію-виноску від кожної складової частини провести неможливо. У цих випадках лінію-виноску відводять від закріплюваної складової частини 

## Правила вказання розмірів
На складальному кресленику проставляють такі розміри: 
- габаритні розміри, що характеризують висоту, довжину і ширину виробу або його найбільший діаметр. Якщо один з цих розмірів є змінним внаслідок переміщення складових частин, то на кресленику вказують розміри в крайніх положеннях рухомих деталей;
- монтажні (складальні) розміри, що потрібні для правильного з'єднання між собою деталей, розташованих у безпосередньому зв'язку у виробі, наприклад, відстань між осями валів, розміри монтажних проміжків тощо;
- встановлювальні та приєднувальні розміри, що визначають розміри елементів, за якими виріб встановлюють на місце його монтажу або приєднують до іншого виробу, наприклад, відстань між осями отворів у фланцях, між осями під фундаментні болти, розміри центрових кіл отворів тощо;
- експлуатаційні (виробничі) розміри, які характеризують граничні положення рухомих частин виробу, або вказують на розрахункову та конструктивну характеристику виробу, наприклад, розміри під ключ, позначення різі на приєднувальних штуцерах, модуль зубчастого колеса тощо.
- розміри, за якими оброблення потрібно виконати під час складальної операції або після неї. Наприклад, розміри отворів під болти, штифти, якщо їх виконують під час складання, відстань від базової поверхні до шліфованої поверхні, якщо останню обробляють після складання тощо.

Перелічені перші чотири типи розмірів належать до довідкових, про що вказано в технічних умовах, які виконуються над основним написом. Якщо необхідно, там само наводять дані про термооброблення, покриття, контроль тощо.

## Позначення
Код документа за міждержавним стандартом ГОСТ 2.102-68 (який в Україні скасований від 01.01.2020) — СБ. 